# Clay Coton
Clay Coton – wieś w Anglii, w hrabstwie Northamptonshire, w dystrykcie (unitary authority) West Northamptonshire. Leży 24 km na północny zachód od miasta Northampton i 120 km na północny zachód od Londynu.